# Fabian Lampart
Fabian Lampart (* 1. Januar 1971 in Augsburg) ist ein deutscher Germanist.

## Leben
Von 1991 bis 1997 studierte er allgemeine und vergleichende, englische und romanische Literaturwissenschaft (Italienisch) an den Universitäten von Augsburg, Sussex (ERASMUS) und Bologna (DAAD) (1997 Magister Artium an der Universität Augsburg). Nach Abschluss der Dissertation 2000 an der Universität Augsburg war er von 2001 bis 2004 wissenschaftlicher Assistent am Seminar für Deutsche Philologie der Universität Göttingen. Nach der Habilitation 2009 im Fach Neuere deutsche und Vergleichende Literaturwissenschaft übernahm er Vertretungsprofessuren an den Universitäten Freiburg und Heidelberg. Seit 2016 ist er Professor für Neuere Deutsche Literatur (19.–21. Jahrhundert) am Institut für Germanistik der Universität Potsdam.